# Пероксид хрома(VI)
Пероксид хрома(VI) (пероксид хромила)— CrO(O2)2 или CrO5,  вещество, раствор которого имеет синий цвет, не выделенное в чистом виде. Известен в растворах или в виде сольватов с органическими растворителями. Систематическое название: оксид-дипероксид хрома(VI).

## Получение
К раствору хроматов добавляют серную кислоту, органический растворитель (обычно амиловый спирт или диэтиловый эфир) и пероксид водорода. Пероксид хрома(VI) окрашивает органический слой в ярко-синий цвет.
K2Cr2O7+H2SO4+4H2O2+руру, эфир→2CrO(O2)2(ру)+K2SO4+5H2O

## Свойства
Очень неустойчив, обычно разлагается с выделением кислорода за несколько минут. Обладает координационной ненасыщенностью, вследствие чего обычно присоединяет одну молекулу растворителя.
2CrO5+H2SO4=Cr2(SO4)3+O2+H2O
Из пиридина был выделен синий взрывчатый кристаллический сольват CrO5 · C5H5N, из диметилового эфира — CrO5 · (CH3)2O, разлагающийся при 30 °C.

## Применение
Образование перекиси хрома используется в аналитической химии для качественного анализа перекиси водорода и соединений хрома.